# Барч, Франц Мартынович
Франц-Николай Мартынович Барч (12 [24] ноября 1836 — 14 [27] июня 1907) — русский архитектор немецкого происхождения. Автор ряда построек в Крыму, архитектор Ливадийского имения.

## Биография
Родился 12 (24) ноября 1836 года. Сын петербургского кузнечного мастера, брат архитектора Б. М. Барча. Саксонский подданный. С 1853 года учился в Академии художеств. Ученик архитектора К. А. Тона. За время учёбы получил медали Академии: малая серебряная за «проект барского двора» (1862), малая золотая за «проект здания для гласного судопроизводства» (1864), большая золотая медаль (1865) за программу «Загородный дом для богатого помещика». В 1866 году удостоен звания классного художника 1-й степени.
В 1870 году принял русское подданство. С 1877 по 1881 год — архитектор Ливадийского имения. В 1883 году назначен на должность севастопольского городового архитектора. Инспектор училища технического рисования барона Штиглица (1892—1899). Член Петербургского общества архитекторов. Имел награды: орден Святого Станислава 3-й степени (1878). Коллежский советник.
Проживал в Петербурге по адресу: Офицерская улица, 3 (1870-е); Соляной переулок, 9 (1893—1896); Аптекарский переулок, 6—5 (1897—1898); набережная реки Мойки, 110 (1899—1900); Офицерская улица, 26 (1901—1902); набережная канала Грибоедова, 61 / Казначейская улица, 1 (1903—1907). 
Умер 14 (27) июня 1907 года, похоронен на Волковском лютеранском кладбище в Петербурге.

## Проекты и постройки

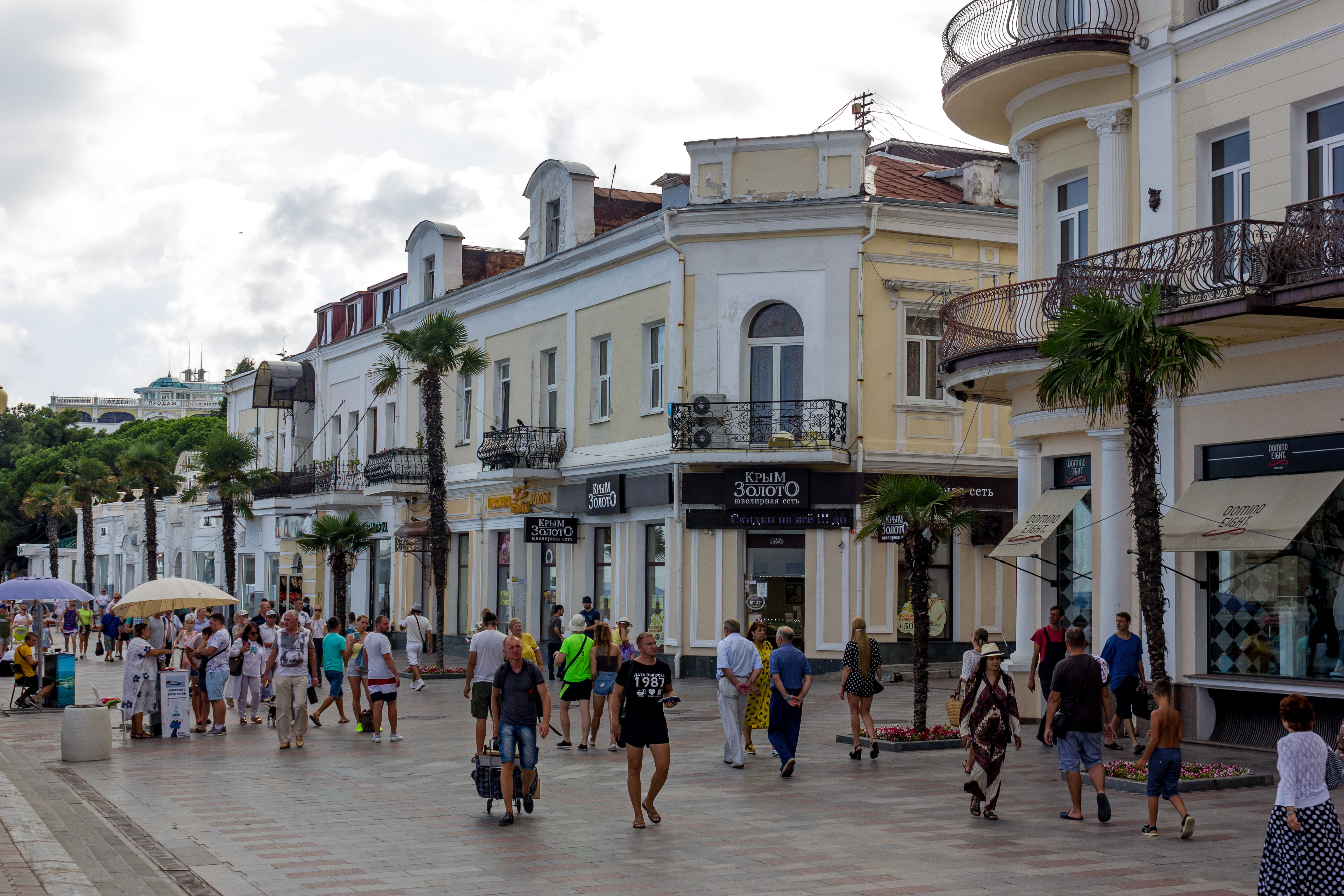
Угловой дом №23, дом купца М. П. Решёткина №25 с белым фасадом
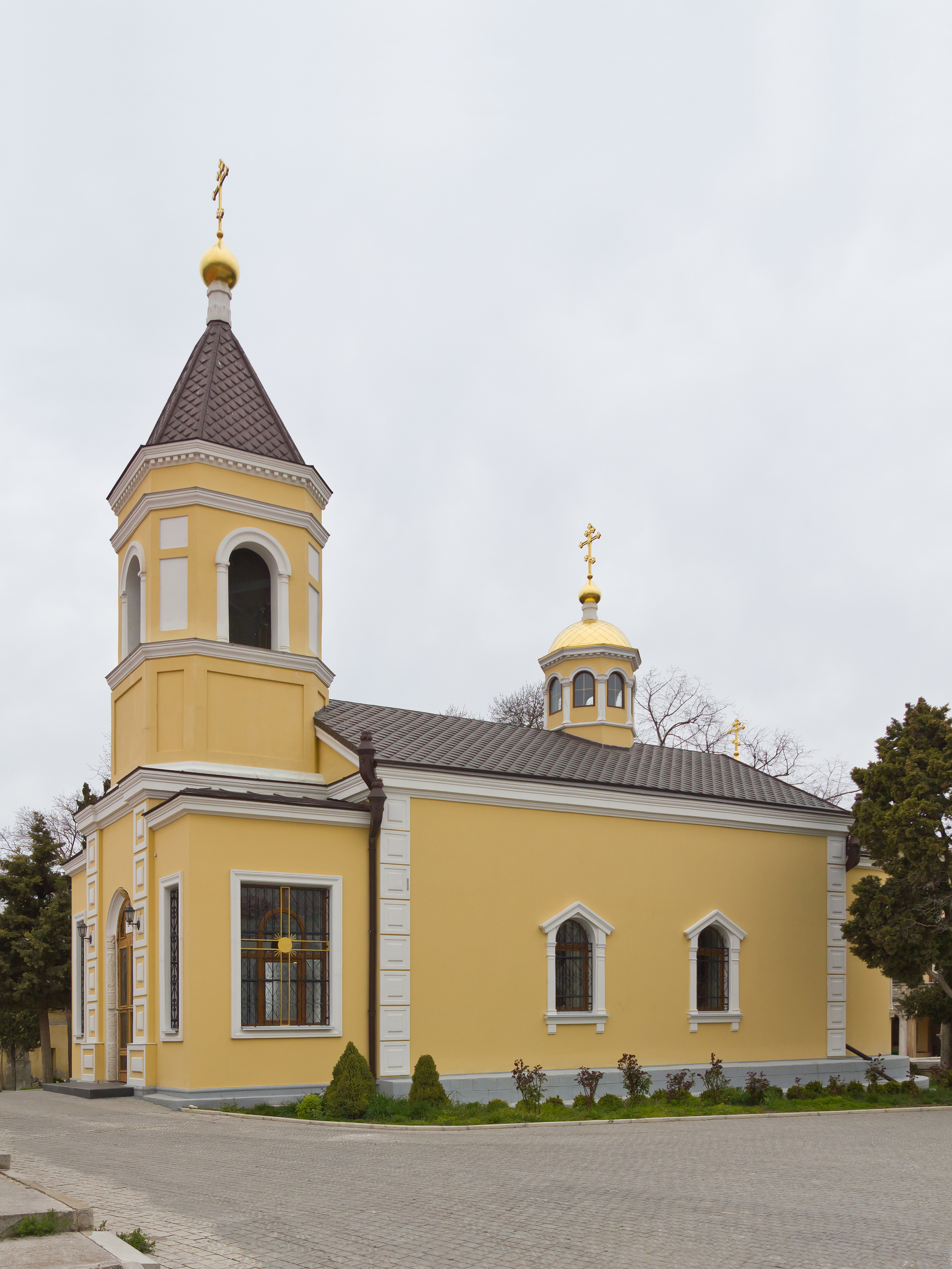
Храм Семи Святомучеников Херсонесских

- Доходный дом купца М. П. Решёткина. Ялта, Набережная Ленина, 25 (1885);
- Колокольня церкви Семи Священномучеников в Херсонесском Князь-Владимирском монастыре. Севастополь, улица Древняя, 1 (1887—1888)[18].